# Михайловка (Голишмановський міський округ)
Миха́йловка (рос. Михайловка) — присілок у складі Голишмановського міського округу Тюменської області, Росія.
Населення — 143 особи (2010, 143 у 2002).
Національний склад станом на 2002 рік:
- росіяни — 97 %